# Cào bảng phấn
Cào bảng phấn (còn được gọi là bảng đen) bằng móng tay người tạo ra âm thanh và cảm giác mà hầu hết mọi người đều thấy vô cùng khó chịu. Các phản ứng bẩm sinh đối với âm thanh được nghiên cứu trong một lĩnh vực được gọi là psychoacoustics (một nhánh của tâm lý học liên quan đến sự nhận thức âm thanh và các hiệu ứng sinh lý của nó).

## Phản ứng sinh lý

### Phản xạ thân não
Để đáp ứng với các kích thích âm thanh, cách diễn giải âm thanh của não bộ có thể được dịch thông qua một quy trình được quy định gọi là "Hệ thống kích hoạt dạng lưới". Nằm trong thân não, "Hệ thống kích hoạt dạng lưới" liên tục lắng nghe, thậm chí trong suốt giấc ngủ, để xác định tầm quan trọng của âm thanh liên quan đến việc đánh thức vỏ não hoặc phần còn lại của cơ thể ra khỏi giấc ngủ. Phấn bảng đen hoặc tiếng ồn tạo ra từ việc cào phấn được biết là kích hoạt các xu hướng từ "Phản ứng chiến đấu hay chạy" hoạt động như cơ chế tự vệ chính của cơ thể.

## Phản ứng về cảm xúc

### Cảm xúc khác biệt
Một nghiên cứu được công bố vào năm 2017 trên Frontiers in Psychology, đã phát hiện ra rằng các cảm xúc được gợi ra từ âm thanh này và những âm thanh tương tự ví dụ như khi con dao cào một cái đĩa, là khá giống nhau nhưng khác biệt về sự ghê rợn. Phản ứng sinh lý ở đây được miêu tả là nhịp đập của tim ban đầu rất nhẹ, sau đó tăng mạnh lên rồi trở lại bình thường sau khoảng 6 giây. Mô hình này khác với mô hình được gợi ra bởi sự ghê rợn và được diễn giải bởi những người nói tiếng Tây Ban Nha (có một từ trong tiếng Tây Ban Nha dành cho cảm xúc này là grima) và những người nói tiếng Đức và tiếng Anh không có từ nào dành cho cảm xúc này. Một số tình nguyện viên nói rằng grima có thể được gây ra không chỉ bởi âm thanh mà còn bởi cảm giác của một số vật thể, chẳng hạn như cao su xốp hoặc nút chai.

### Giả thuyết di tính từ linh trưởng
Một lời giải thích cho phản ứng bất lợi này là âm thanh báo nguy tương tự như lời cảnh báo của linh trưởng từ thời tiền sử. Tuy nhiên, một nghiên cứu trên khỉ sóc đầu trắng và khỉ Tân Thế giới cho thấy chúng phản ứng tương tự với cả những âm thanh có tần số cao như móng tay cào trên bảng phấn và tiếng nhiễu trắng có biên độ trung bình. Ngược lại, con người lại có ít ác cảm với tiếng nhiễu trắng hơn là tiếng cào.
Một nghiên cứu vào năm 1986 đã sử dụng một đoạn băng ghi âm của một công cụ làm vườn có ba mũi, tương tự như một cái nĩa được kẹp trên một tấm bảng, để tái tạo lại âm thanh móng tay gây ra trên bảng phấn. Bản ghi âm sau đó đã được chỉnh sửa để loại bỏ các nốt ở các điểm cực trị và trung vị và kết quả sau đó đã được phát lại. Người ta xác định rằng các nốt trung bình trên thực tế là nguyên nhân chính của phản ứng bất lợi chứ không phải các nốt cao nhất như người ta từng nghĩ trước đây. Các tác giả đã đưa ra giả thuyết rằng đó là do sự di truyền những đặc tính trong quá trình tiến hóa của loài người; âm thanh mang một số điểm tương đồng với tiếng gọi báo động của khỉ macaca, hoặc nó có thể giống với tiếng kêu của một số động vật ăn thịt. Nghiên cứu này đã giành được một Giải Ig Nobel vào năm 2006. Nhưng cũng có nhiều nghiên cứu gần đây mâu thuẫn với giả thuyết này.

### Giả thuyết vật lý
Trong một nghiên cứu năm 2011, các nhà âm nhạc học Michael Oehler và Christoph Reuter đã đưa ra giả thuyết rằng sự khó chịu gây ra bởi âm thanh này là do cộng hưởng âm thanh bởi hình dạng của ống tai người khuếch đại một số tần số nhất định, đặc biệt là các tần số trong khoảng 2000 đến 4000 Hz (các âm trung bình được đề cập ở trên), ở mức độ mà âm thanh sẽ gây ra đau nhói ở tai người.